# Светозаров, Владимир Иосифович
Влади́мир Ио́сифович Светоза́ров (23 сентября 1948, Ленинград, РСФСР, СССР — 30 июня 2017, Санкт-Петербург, Россия) — советский и российский художник. Сын кинорежиссёра Иосифа Хейфица, старший брат кинорежиссёра Дмитрия Светозарова. Народный художник Российской Федерации (2003). Лауреат Государственной премии Российской Федерации (2003).

## Биография
Владимир Светозаров родился в семье режиссёра Иосифа Ефимовича Хейфица и Ирины Владимировны Светозаровой. В школе начал учиться сразу со второго класса и окончил её в 15 лет. Отец привёл его на киностудию «Ленфильм», где подросток начал работать бутафором третьего разряда. По возвращении из армии стал декоратором.
В 1972 году окончил ЛГИТМиК по специальности художник театра (мастерская М. Азизян). С 1973 года — художник-постановщик киностудии «Ленфильм».
Был художником-постановщиком на фильмах отца «Единственная…», «Ася», «Шурочка» и «Бродячий автобус». Участвовал в создании известных фильмов: «Собачье сердце» (режиссёр Владимир Бортко), «Фантазии Фарятьева», «Чужие письма», «Объяснение в любви» (режиссёр Илья Авербах), «Пацаны», «Ключ без права передачи» (режиссёр Динара Асанова) и других. Как художник, «олицетворял ленинградский стиль в кинематографе».
Среди театральных работ: «Приключения Буратино» (1995), «Великий сыщик Калле Блюмквист» (1997), «Белоснежка и семь гномов» (1998), «Принц и нищий» (1999) — театр «Балтийский дом»; «Два клёна» (1996, Театр комедии имени Акимова); «Дон Педро» (1997, театр «Бенефис»).
Умер после тяжёлой болезни 30 июня 2017 года в Санкт-Петербурге. Похоронен на кладбище в Комарово.

## Награды и звания
- 1991 — Заслуженный художник РСФСР (27 апреля 1991)
- 2000 — премия «Ника» за лучшую работу художника (фильм «Хрусталёв, машину!»)
- 2003 — Народный художник Российской Федерации (24 октября 2003)
- 2003 — Государственная премия Российской Федерации (фильм «Кукушка»)
- 2003 — премия «Ника» за лучшую работу художника (фильм «Кукушка»)
- 2003 — премия ТЭФИ за лучшую работу художника-постановщика (телесериал «Идиот»)[6]
- 2006 — премия «Золотой орёл» за лучшую работу художника-постановщика (фильм «Турецкий гамбит»)
- 2010 — премия «Золотой орёл» за лучшую работу художника-постановщика (фильм «Тарас Бульба»)
- 2014 — Профессиональный приз Ассоциации продюсеров кино и телевидения в области телевизионного кино за лучшую работу художника-постановщика (телесериал «Шерлок Холмс»)
- 2015 — Профессиональный приз Ассоциации продюсеров кино и телевидения в области телевизионного кино за лучшую работу художника-постановщика (телесериал «Григорий Р.»)

## Фильмография
- 1974 — Не болит голова у дятла (реж. Д. Асанова)
- 1975 — Единственная… (реж. И. Хейфиц)
- 1975 — Чужие письма (реж. И. Авербах)
- 1977 — Ася (реж. И. Хейфиц)
- 1977 — Объяснение в любви (реж. И. Авербах)
- 1978 — Хористка (реж. А. Муратов)
- 1978 — Дом строится (реж. П. Коган, П. Мостовой)
- 1979 — Фантазии Фарятьева (реж. И. Авербах)
- 1979 — Жена ушла (реж. Д. Асанова)
- 1980 — Никудышная (реж. Асанова)
- 1980 — Соло (реж. К. Лопушанский)
- 1981 — Гиблое дело (реж. А. Пашовкин)
- 1981 — Что бы ты выбрал? (реж. Д. Асанова)
- 1981 — Две строчки мелким шрифтом (реж. В. Мельников)
- 1982 — Голос (реж. И. Авербах)
- 1982 — Шурочка (реж. И. Хейфиц)
- 1983 — Блондинка за углом (реж. В. Бортко)
- 1983 — Пацаны (реж. Д. Асанова)
- 1985 — Противостояние (реж. С. Аранович)
- 1985 — Снегурочку вызывали? (реж. В. Морозов)
- 1986 — Исключения без правил (киноальманах)
- 1988 — Большая игра (реж. С. Аранович)
- 1988 — Собачье сердце (реж. В. Бортко)
- 1989 — Бродячий автобус (реж. И. Хейфиц)
- 1990 — Анекдоты (реж. В. Титов)
- 1990 — Афганский излом (реж. В. Бортко)
- 1991 — Мой лучший друг — генерал Василий, сын Иосифа (реж. В. Садовский)
- 1998 — Железная пята олигархии (реж. А. Баширов)
- 1998 — Хрусталёв, машину! (реж. А. Герман)
- 1998 — Цирк сгорел, и клоуны разбежались (реж. В. Бортко)
- 1999 — Восток-Запад (реж. Режис Варнье)
- 2000 — Бандитский Петербург. Фильм 1. Барон (реж. В. Бортко)
- 2000 — Луной был полон сад (реж. В. Мельников)
- 2002 — Дневник камикадзе (реж. Д. Месхиев)
- 2003 — Идиот (реж. В. Бортко)
- 2003 — Кукушка (реж. А. Рогожкин)
- 2004 — Турецкий гамбит (реж. Д. Файзиев)
- 2005 — Итальянец (реж. А. Кравчук)
- 2005 — Мастер и Маргарита (реж. В. Бортко)
- 2007 — Ветка сирени (реж. П. Лунгин)
- 2008 — Полторы комнаты, или Сентиментальное путешествие на родину (реж. А. Хржановский)
- 2009 — С чёрного хода (реж. С. Митин)
- 2009 — Тарас Бульба (реж. В. Бортко)
- 2009 — Видримасгор, или История моего космоса (реж. Я. Поляруш)
- 2009 — Сумерки (реж. В. Мосс)
- 2011 — Пётр Первый. Завещание (реж. В. Бортко)
- 2013 — Шерлок Холмс (реж. А. Кавун)
- 2013 — Жажда (реж. Д. Тюрин)
- 2014 — Григорий Р. (реж. А. Малюков)
- 2014 — Развод по собственному желанию (реж. И. Северов)
- 2015 — Спасайся, брат (реж. А. Сиверс)
- 2015 — Непридуманная жизнь (реж. Ф. Шабанов)
- 2016 — Хармс (реж. И. Болотников)
- 2017 — Консультант (реж. А. Рудаков)